# سرخس سایبان
سرخس سایبان (نام علمی: Gleichenia microphylla) نام یک گونه از تیره سرخس‌های دوشاخه است.